# Liste der Naturdenkmale in Panschwitz-Kuckau
Die Liste der Naturdenkmale in Panschwitz-Kuckau nennt die Naturdenkmale in Panschwitz-Kuckau im sächsischen Landkreis Bautzen.

## Definition
„Naturdenkmäler sind rechtsverbindlich festgesetzte Einzelschöpfungen der Natur oder entsprechende Flächen bis zu fünf Hektar, deren besonderer Schutz erforderlich ist
1. aus wissenschaftlichen, naturgeschichtlichen oder landeskundlichen Gründen oder
2. wegen ihrer Seltenheit, Eigenart oder Schönheit.“

## Liste
Link zu einem Kartenansichtstool, um Koordinaten zu setzen.
| Bild | Bezeichnung          | Lage                                           | Beschreibung | Datum | Nummer |
| ---- | -------------------- | ---------------------------------------------- | ------------ | ----- | ------ |
| BW   | Kuckauer Skala       | Kuckau (51° 14′ 24″ N, 14° 12′ 40,7″ O)        |              |       | KM105  |
| BW   | Die Hölle            | Ostro (51° 12′ 44,1″ N, 14° 11′ 42,6″ O)       |              |       | KM130  |
| BW   | Skala bei Neustädtel | Neustädtel (51° 12′ 36,4″ N, 14° 12′ 5″ O)     |              |       | KM131  |
| BW   | Glaubnitzer Mühle    | Glaubnitz (51° 11′ 49,9″ N, 14° 11′ 38,8″ O)   |              |       | KM144  |
| BW   | Tschaschwitz         | Auschkowitz (51° 12′ 41,5″ N, 14° 15′ 23,1″ O) |              |       | KM147  |
| BW   | Stieleiche           | Ostro (51° 12′ 52,2″ N, 14° 11′ 14,2″ O)       |              |       | 2      |
| BW   | Winterlinde          | Jauer (51° 13′ 50,5″ N, 14° 10′ 46,9″ O)       |              |       | 3      |